# Umberto di Romans
Umberto di Romans (Romans-sur-Isère, 1200 circa – Valence, 14 luglio 1277) è stato un religioso francese, quinto Maestro Generale dell'ordine dei predicatori (dal 1254 al 1263).

## Biografia
Umberto di Romans nacque a Romans-sur-Isère nel Delfinato verso il 1193 o 1194; frequentò la facoltà di Arti all'Università di Parigi;  il 30 novembre 1224 entrò nell'ordine dei frati predicatori. Lettore di teologia a Lione fra il 1236 ed il 1239, dal 1240 al 1243 resse la provincia della Toscana e quindi, per dieci anni, quella di Francia; nel 1254 fu eletto Maestro Generale dell'Ordine Domenicano. Morì vescovo nel 1277.
Fu uno dei personaggi più grandi e che più meritarono dell'ordine domenicano di cui riformò le costituzioni, riorganizzò l'insegnamento, le missioni, l'inquisizione; nel 1259 promulgò una ratio studiorum; particolarmente importante l'unificazione della liturgia domenicana.
Tra le sue opere, oltre ai commenti alla regola di s. Agostino nelle prime costituzioni domenicane, l'Opus tripartitum, manuale presentato al Concilio di Lione II (1274), nel quale affronta tra l'altro il problema dell'unione e della riforma della Chiesa.

## Opere (selezione)
- De eruditione praedicatorum;
- Expositio regulae S. Augustini;
- Speculum religiosorum (in Bibl. maxima, XXV);
- Expositio super Constitutiones;
- Officium ecclesiasticum universum tam nocturnum quam diurnum ad usum ordinis Praedicatorum.